# Manoir de Jaillac
Le manoir de Jaillac est un manoir français implanté sur la commune de Sorges dans le département de la Dordogne, en région Nouvelle-Aquitaine.

## Présentation
Le manoir de Jaillac se situe à environ 200 mètres de la route départementale 106, sur la commune de Sorges, près de cinq kilomètres au sud-ouest du bourg.
C'est une propriété privée. Il est inscrit au titre des monuments historiques depuis 1962, pour ses façades ainsi que pour sa porte d'entrée cloutée et un sol en galets.

## Galerie

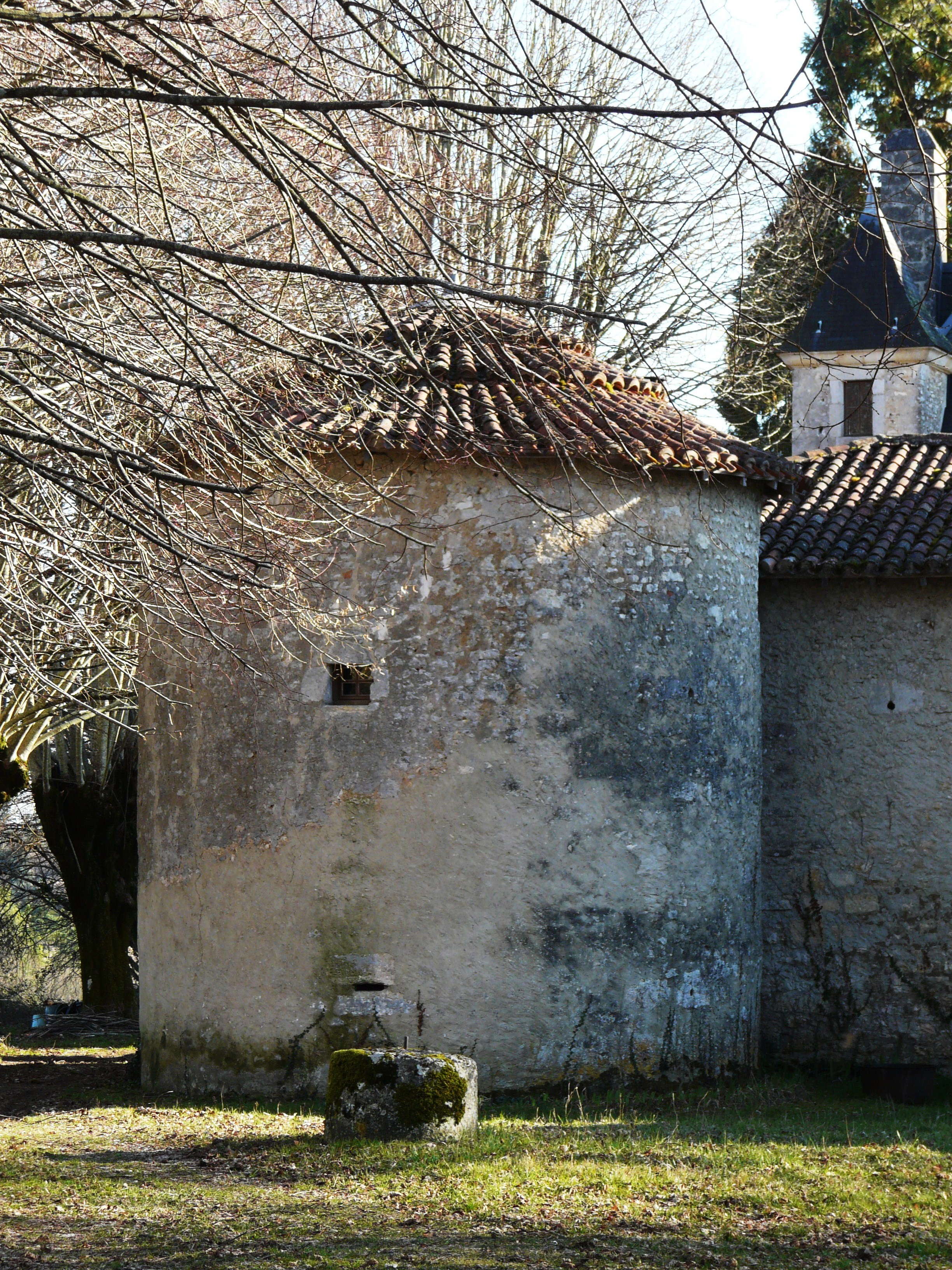
La tour nord-est
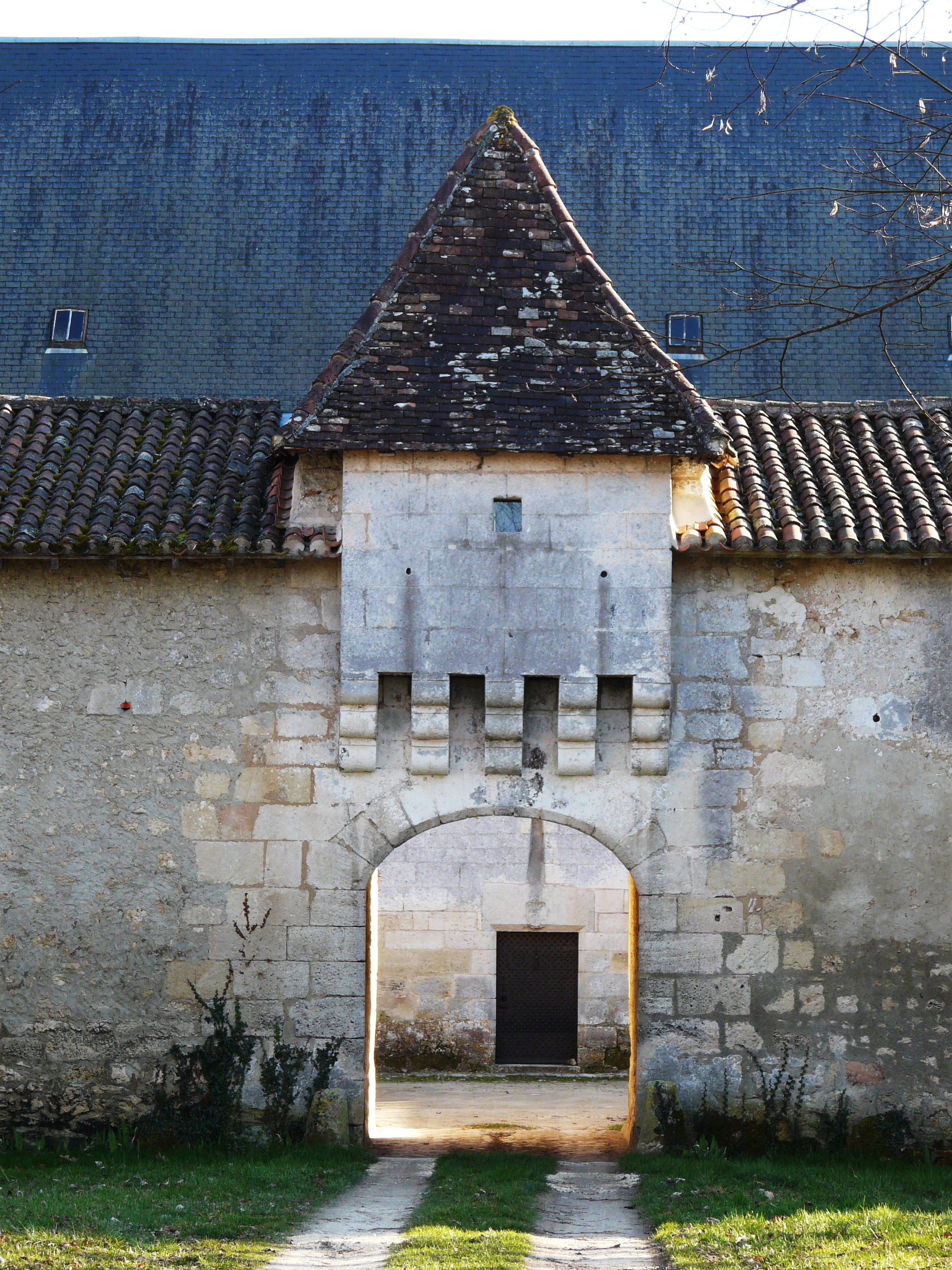
Le poste de guet de l'entrée
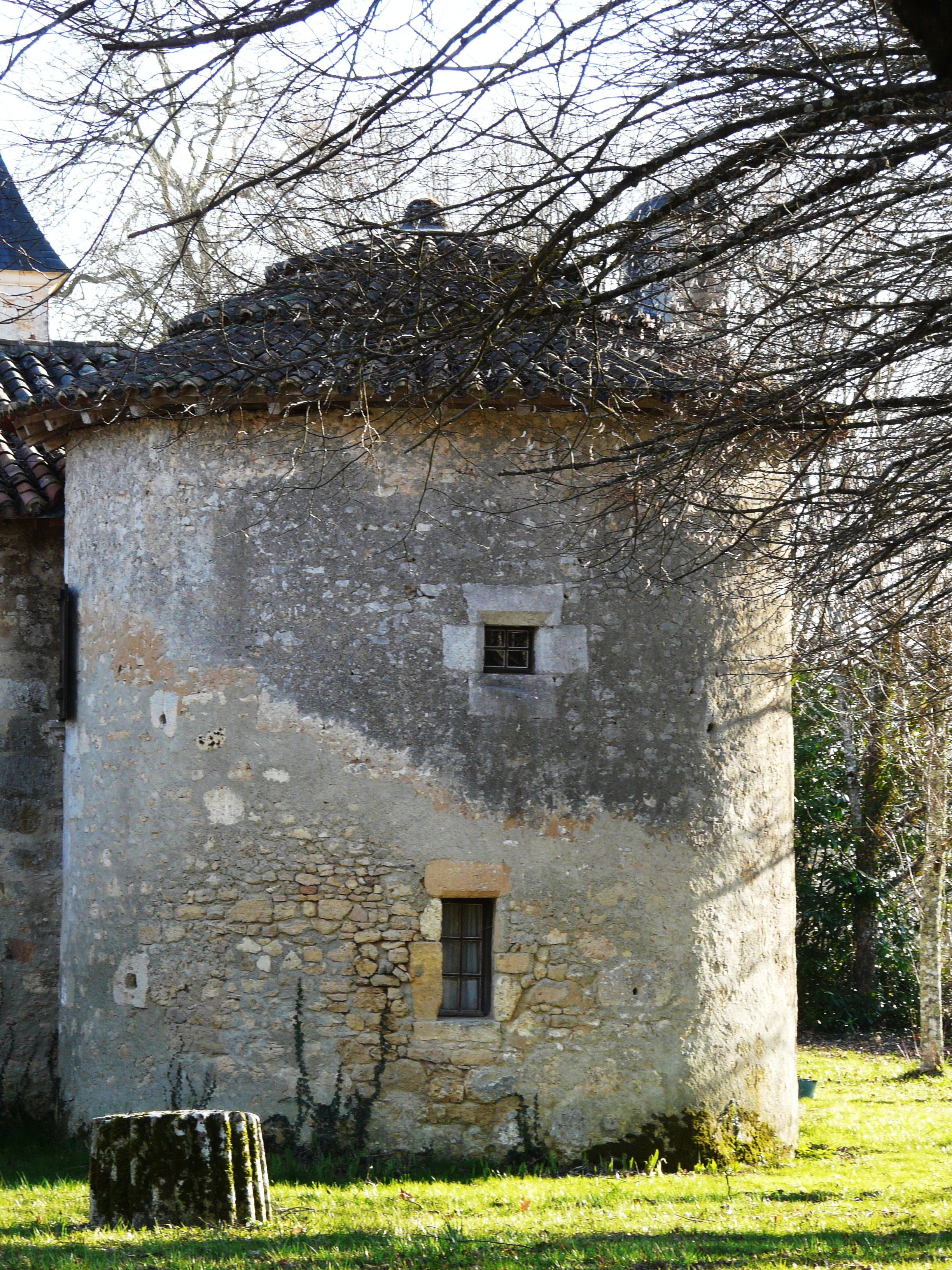
La tour nord-ouest